# بين جاكوبس
بين جاكوبس (بالإنجليزية: Ben Jacobs)‏ هو لاعب كرة قدم أمريكية أمريكي، ولد في 17 أبريل 1988 في لاس فيغاس في الولايات المتحدة.

## وصلات خارجية
- بين جاكوبس على موقع مرجع كرة القدم المحترفة.كوم (الإنجليزية)